# Philoscia weberi
Philoscia weberi là một loài chân đều trong họ Philosciidae. Loài này được Dollfus miêu tả khoa học năm 1907.